# Bodrum Futbol Kulübü
Il Bodrum Futbol Kulübü, denominato Bodrumspor Kulübü fino al 2023, è una società calcistica turca di Bodrum, città della provincia di Muğla. Milita nella Süper Lig, la massima serie del campionato turco di calcio.
Fondato nel 1931, gioca in tenuta verde e disputa le gare casalinghe allo stadio İlçe di Boldrum, impianto della capienza di 4 563 posti a sedere.

## Organico

### Rosa 2024-2025
Aggiornata al 4 giugno 2025.
| N. |                               | Ruolo | Calciatore                |
| -- | ----------------------------- | ----- | ------------------------- |
| 1  | Portogallo (bandiera)         | P     | Diogo Sousa               |
| 4  | Turchia (bandiera)            | C     | Erkan Değişmez (capitano) |
| 5  | Turchia (bandiera)            | C     | Taylan Antalyalı          |
| 6  | Turchia (bandiera)            | D     | Süleyman Özdamar          |
| 7  | Bulgaria (bandiera)           | A     | Zdravko Dimitrov          |
| 9  | Romania (bandiera)            | A     | George Pușcaș             |
| 10 | Macedonia del Nord (bandiera) | C     | Enis Bardhi               |
| 11 | RD del Congo (bandiera)       | A     | Jonathan Okita            |
| 14 | Turchia (bandiera)            | C     | Tunahan Akpınar           |
| 15 | Albania (bandiera)            | D     | Arlind Ajeti              |
| 16 | Angola (bandiera)             | C     | Fredy                     |
| 19 | Ghana (bandiera)              | A     | Haqi Osman                |
| 20 | Portogallo (bandiera)         | A     | Pedro Brazão              |
| 21 | Turchia (bandiera)            | C     | Ahmet Aslan               |
| 22 | Turchia (bandiera)            | P     | Kerem Ersunar             |
| 23 | Turchia (bandiera)            | D     | Üzeyir Ergün              |

| N. |                      | Ruolo | Calciatore         |
| -- | -------------------- | ----- | ------------------ |
| 26 | Ghana (bandiera)     | C     | Musah Mohammed     |
| 29 | Martinica (bandiera) | D     | Christophe Hérelle |
| 30 | Turchia (bandiera)   | C     | Mustafa Erdilman   |
| 33 | Rep. Ceca (bandiera) | D     | Ondřej Čelůstka    |
| 34 | Turchia (bandiera)   | D     | Ali Aytemur        |
| 41 | Turchia (bandiera)   | A     | Gökdeniz Bayrakdar |
| 48 | Turchia (bandiera)   | A     | Celal Dumanlı      |
| 53 | Turchia (bandiera)   | P     | Gökhan Akkan       |
| 70 | Turchia (bandiera)   | D     | Ege Bilsel         |
| 77 | Turchia (bandiera)   | D     | Cenk Şen           |
| 78 | Turchia (bandiera)   | D     | Baran Çetin        |
| 88 | Turchia (bandiera)   | C     | Bilal Güven        |
| 91 | Turchia (bandiera)   | C     | Enes Öğrüce        |
| 95 | Turchia (bandiera)   | D     | Oğulcan Başol      |
| 99 | Albania (bandiera)   | A     | Taulant Seferi     |

## Cronistoria
- 1931-1935: Bölgesel Amatör Lig
- 1995-1996: TFF 3. Lig
- 1996-2009: Bölgesel Amatör Lig
- 2009-2012: Süper Amatör Ligi (Muğla)
- 2012-2015: Bölgesel Amatör Lig
- 2015-2017: TFF 3. Lig
- 2017-2022: TFF 2. Lig
- 2022-2024: TFF 1. Lig
- 2024-: Süper Lig

## Palmarès

### Competizioni nazionali
- TFF 2. Lig: 2

2016-2017, 2022-2023
- Bölgesel Amatör Lig: 1

2014-2015